# S.W.A.T. Jednostka Specjalna
S.W.A.T. – film kryminalny z 2003 roku wyreżyserowany przez Clarka Johnsona. W głównych rolach wystąpili Samuel L. Jackson, Colin Farrell, Michelle Rodriguez i LL Cool J.

## Fabuła
Film opowiada historię byłego komandosa, obecnie członka jednostki SWAT, Jima Streeta. On i jego najlepszy przyjaciel, Brian Gamble, brali udział w akcji odbicia zakładników z oblężonego banku. Operacja zakończyła się fiaskiem, co wiązało się z wyrzuceniem Gamble'a z drużyny i przeniesieniem Streeta do pracy w magazynie. Pół roku później Jima odwiedza sierżant Dan „Hondo” Harrelson, legenda miejscowej policji, który proponuje mu udział w tworzeniu nowego oddziału, który miałby się zajmować zwalczaniem przestępczości zorganizowanej. Pomysłowi sprzeciwia się jednak arogancki kapitan Fuller. Mimo tych sprzeciwów Harrelson i Street rekrutują funkcjonariuszy do nowego zespołu SWAT. Ich pierwszym zadaniem ma być eskortowanie Alexa Montela, syna bogatego handlarza narkotykami z Kolumbii. Jego transport jest o tyle niebezpieczny, że gangster publicznie obiecał sto milionów dolarów dla człowieka, który go uwolni. Od tej chwili wszystkie zorganizowane grupy przestępcze z Los Angeles próbują na własną rękę uwolnić Montela. Sytuacja robi się coraz bardziej niebezpieczna, zwłaszcza że oferta zarobienia fortuny przyciąga coraz więcej osób. Policjanci przestają ufać sobie nawzajem, gdyż nikt nie jest pewien, kto mógł skusić się na propozycję Montela. Tymczasem do akcji wkracza Gamble, który, jako były członek SWAT, zna wszystkie techniki działania jednostki i postanawia zemścić się za wyrzucenie ze służby. Pragnie nie tylko uwolnić Alexa Montela, ale też dopaść Streeta, którego oskarża o zdradę.

## Obsada
- Samuel L. Jackson − Sierżant Dan 'Hondo' Harrelson
- Colin Farrell − Jim Street
- Michelle Rodriguez − Chris Sanchez
- LL Cool J − Deacon 'Deke' Kay
- Josh Charles − T.J. McCabe
- Jeremy Renner − Brian Gamble
- Brian Van Holt − Michael Boxer
- Olivier Martinez − Alex Montel
- Reg E. Cathey − Porucznik Greg Velasquez
- Larry Poindexter − Kapitan Thomas Fuller
- Page Kennedy − Travis

i inni